# Černovice (district de Plzeň-Sud)
Pour les articles homonymes, voir Černovice.
Černovice  (en allemand : Czarlowitz) est une commune du district de Plzeň-Sud, dans la région de Plzeň, en Tchéquie. Sa population s'élevait à 143 habitants en 2021.

## Géographie
Černovice se trouve à 21 km au nord-nord-est de Domažlice, à 31 km au sud-ouest de Plzeň et à 116 km à l'ouest-sud-ouest de Prague.
La commune est limitée par Velký Malahov à l'ouest et au nord, par Honezovice à l'est, et par Bukovec et Semněvice au sud.

## Histoire
La première mention écrite du village date de 1362.
Le 1er janvier 2021, la commune a été séparée du district de Domažlice et réunie au district de Plzeň-Sud.

## Administration
La commune se compose de deux sections :
- Černovice
- Nemněnice

## Galerie

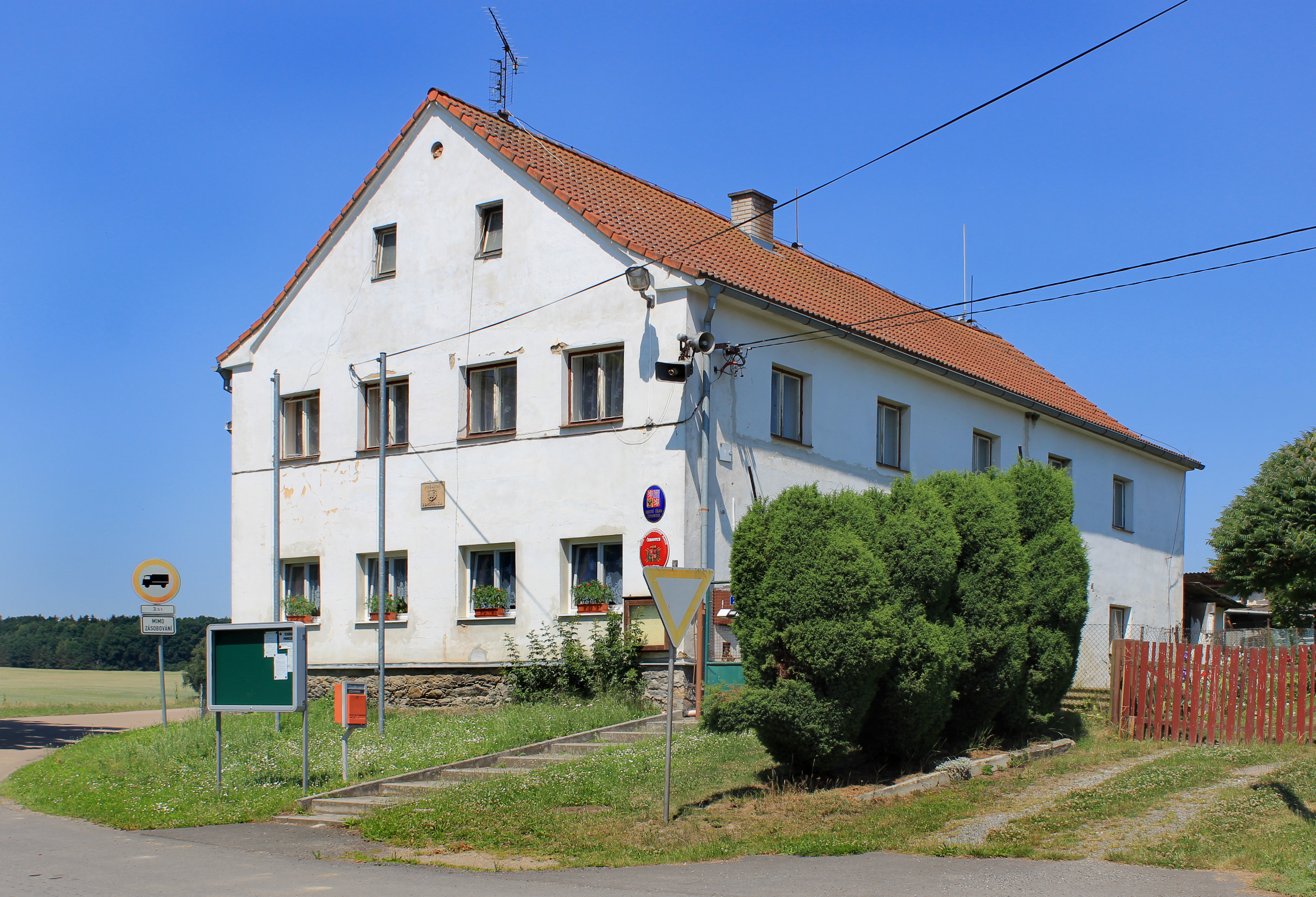
Černovice : la mairie.
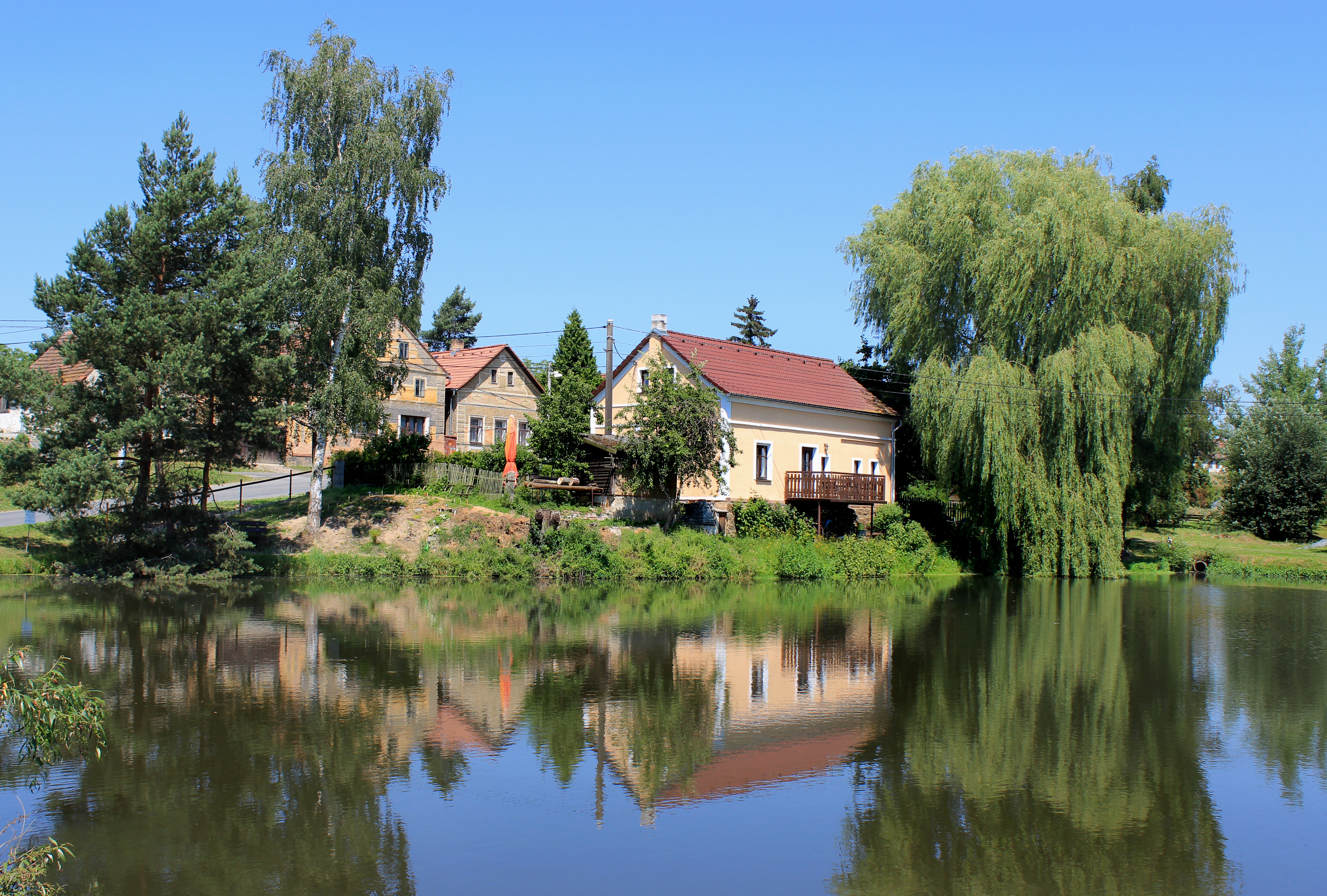
Étang à Nemněnice.

## Transports
Par la route, Černovice se trouve à 10 km de Staňkov, à 25 km de Domažlice, à 41 km de Plzeň et à 138 km de Prague.